# Whitechapel állomás
A Whitechapel a londoni metró és az Overground egyik állomása a 2-es zónában, a District line, a Hammersmith & City line és az East London line érinti.

## Története
Az állomást 1876-ban adták át az East London Railway részeként. 1884. október 6-án helyezték üzembe Whitechapel (Mile End) néven a District Railway új állomását, mely mai nevét 1901-ben kapta. A Metropolitan Railway 1906-tól használta az állomást, majd 1990-ben átnevezték a vonalat és a Hammersmith & City line nevet kapta. A tervek szerint 2018-tól az Elizabeth line egyik megállója is itt lesz.

## Forgalom
| Járat | Útvonal | Gyakoriság      |
| ----- | --- | --------------- |
|       | Upminster – Upminster Bridge – Hornchurch – Elm Park – Dagenham East – Dagenham Heathway – Becontree – Upney – Barking – East Ham – Upton Park – Plaistow – West Ham – Bromley-by-Bow – Bow Road – Mile End – Stepney Green – Whitechapel – Aldgate East – Tower Hill – Monument – Cannon Street – Mansion House – Blackfriars – Temple – Embankment – Westminster – St. James’s Park – Victoria – Sloane Square – South Kensington – Gloucester Road – Earl’s Court (– tovább Wimbledon, Richmond, Kensington (Olympia) és Ealing Broadway felé) | 4-5 percenként  |
|       | Hammersmith – Goldhawk Road – Shepherd’s Bush Market – Wood Lane – Latimer Road – Ladbroke Grove – Westbourne Park – Royal Oak – Paddington – Edgware Road – Baker Street – Great Portland Street – Euston Square – King’s Cross St. Pancras – Farringdon – Barbican – Moorgate – Liverpool Street – Aldgate East – Whitechapel – Stepney Green – Mile End – Bow Road – Bromley-by-Bow – West Ham – Plaistow – Upton Park – East Ham – Barking | 8-10 percenként |
|       | Highbury & Islington – Canonbury – Dalston Junction – Haggerston – Hoxton – Shoreditch High Street – Whitechapel – Shadwell – Wapping – Rotherhithe – Canada Water – Surrey Quays (– tovább New Cross, Crystal Palace, West Croydon és Clapham Junction felé) | 3-5 percenként  |

## Átszállási kapcsolatok
| Állomás     | Átszállási kapcsolatok                                     |
| ----------- | ---------------------------------------------------------- |
| Whitechapel | Helyi buszok (Whitechapel Station / Royal London Hospital) |

## Fordítás
- Ez a szócikk részben vagy egészben  a   Whitechapel station című angol Wikipédia-szócikk fordításán alapul.  Az eredeti cikk szerkesztőit annak laptörténete sorolja fel. Ez a jelzés csupán a megfogalmazás eredetét és a szerzői jogokat jelzi, nem szolgál a cikkben szereplő információk forrásmegjelöléseként.